# USA:s Grand Prix 2000
USA:s Grand Prix 2000 var det femtonde av 17 lopp ingående i formel 1-VM 2000.

## Resultat
1. Michael Schumacher, Ferrari, 10 poäng
2. Rubens Barrichello, Ferrari, 6
3. Heinz-Harald Frentzen, Jordan-Mugen Honda, 4
4. Jacques Villeneuve, BAR-Honda, 3
5. David Coulthard, McLaren-Mercedes, 2
6. Ricardo Zonta, BAR-Honda, 1
7. Eddie Irvine, Jaguar-Cosworth
8. Pedro Diniz, Sauber-Petronas
9. Nick Heidfeld, Prost-Peugeot
10. Alexander Wurz, Benetton-Playlife
11. Johnny Herbert, Jaguar-Cosworth
12. Marc Gené, Minardi-Fondmetal

### Förare som bröt loppet
- Jean Alesi, Prost-Peugeot (varv 64, motor)
- Gaston Mazzacane, Minardi-Fondmetal (59, motor)
- Ralf Schumacher, Williams-BMW (58, motor)
- Pedro de la Rosa, Arrows-Supertec (45, växellåda)
- Giancarlo Fisichella, Benetton-Playlife (44, motor)
- Jos Verstappen, Arrows-Supertec (34, bromsar)
- Mika Häkkinen, McLaren-Mercedes (25, motor)
- Mika Salo, Sauber-Petronas (18, snurrade av)
- Jenson Button, Williams-BMW (14, motor)
- Jarno Trulli, Jordan-Mugen Honda (12, kollision)

## VM-ställning
| Förarmästerskapet 1. Michael Schumacher, Ferrari, 88 2. Mika Häkkinen, McLaren-Mercedes, 80 3. David Coulthard, McLaren-Mercedes, 63 | Konstruktörsmästerskapet 1. Ferrari, 143 2. McLaren-Mercedes, 133 3. Williams-BMW, 34 |